# Гай Канулей
Гай Канулей (лат. Gaius Canuleius) — народний трибун в 445 р. до н. е.

## Життєпис
Провів закон названий його іменем — Lex Canuleia, котрий дозволив законні шлюби патриціїв з плебеями (Lex Canuleia de conubio patrum et plebis).
Також Канулей пропонував допустити плебеїв до консулатів, однак цю пропозицію втілити в життя тоді не вдалося. Як компроміс з 444 року до н. е. була введена магістратура військових трибунів з консульською владою, куди були допущені також і плебеї.
Закони Канулея поклали початок першого періоду боротьби між патриціями і плебеями в Стародавньому Римі.